# ダゴベルト1世 (フランク王)
ダゴベルト1世（ダゴベルト1せい、Dagobert Ⅰ、603年 - 639年1月19日）は、メロヴィング朝の4代目の国王。クロタール2世の長男。

## 生涯
父のクロタール2世は613年にアウストラシアとブルグント王国の王位を手に入れ、フランク王国を統一。ダゴベルトは623年に父によってアウストラシア王に任命された。
629年に父が死去したため、ネウストリアとブルグントの王位を継承。異母兄弟のカリベルト2世へはアキタニアを与えた。カリベルト2世は632年に死去、彼の息子キルペリクはダゴベルトの命令により暗殺された。ダゴベルトがアキタニア王位をも継承したが、間もなくアキタニアは大公の支配するところとなった。
631年、スラヴ王であるサモの軍隊と戦ったが（ヴォガスティスブルクの戦い）、成果が得られず終わった。
634年にシギベルト3世がアウストラシア分王国の王となり、639年にダゴベルトが病のためサン＝ドニ修道院で亡くなった時にクローヴィス2世が継承したのは、ネウストリアとブルグントの王位であった。
聖ドニを讃え、サン＝ドニ修道院を創立したり、ドイツで最も古い城とされている旧城（Altes Schloss）をメーアスブルクに築城した。

## 子女
ナンティルドとの間に以下の子女がいる。
- クローヴィス2世（637年 - 657/8年） - ネウストリア・ブルグント王（在位：639年 - 658年）
- レギントルード（Regintrud） - アギロルフィング家のバイエルン部族公テオドベルトと結婚

ナンティルドとは別の女性との間に以下の子女がいる。
- シギベルト3世（630年頃 - 658年） - アウストラシア王（在位：634年 - 658年）